# 京東市場
京東市場（：／ Gyeongdong Sijang */?）是韓國著名的大型傳統市場之一，以中藥材和人蔘聞名，位於首爾特別市東大門區祭基洞。 自1960年建立以来，市场供应了百分之七十的韩国草药，至今超过1,000间相关商店和韓醫诊所。京东市场也拥有批发零售农产品和鱼类市场约30万平方米，约是首爾世界盃競技場的5倍。
鄰近的地鐵站有首都圈電鐵1號線的祭基洞站。

## 图片集

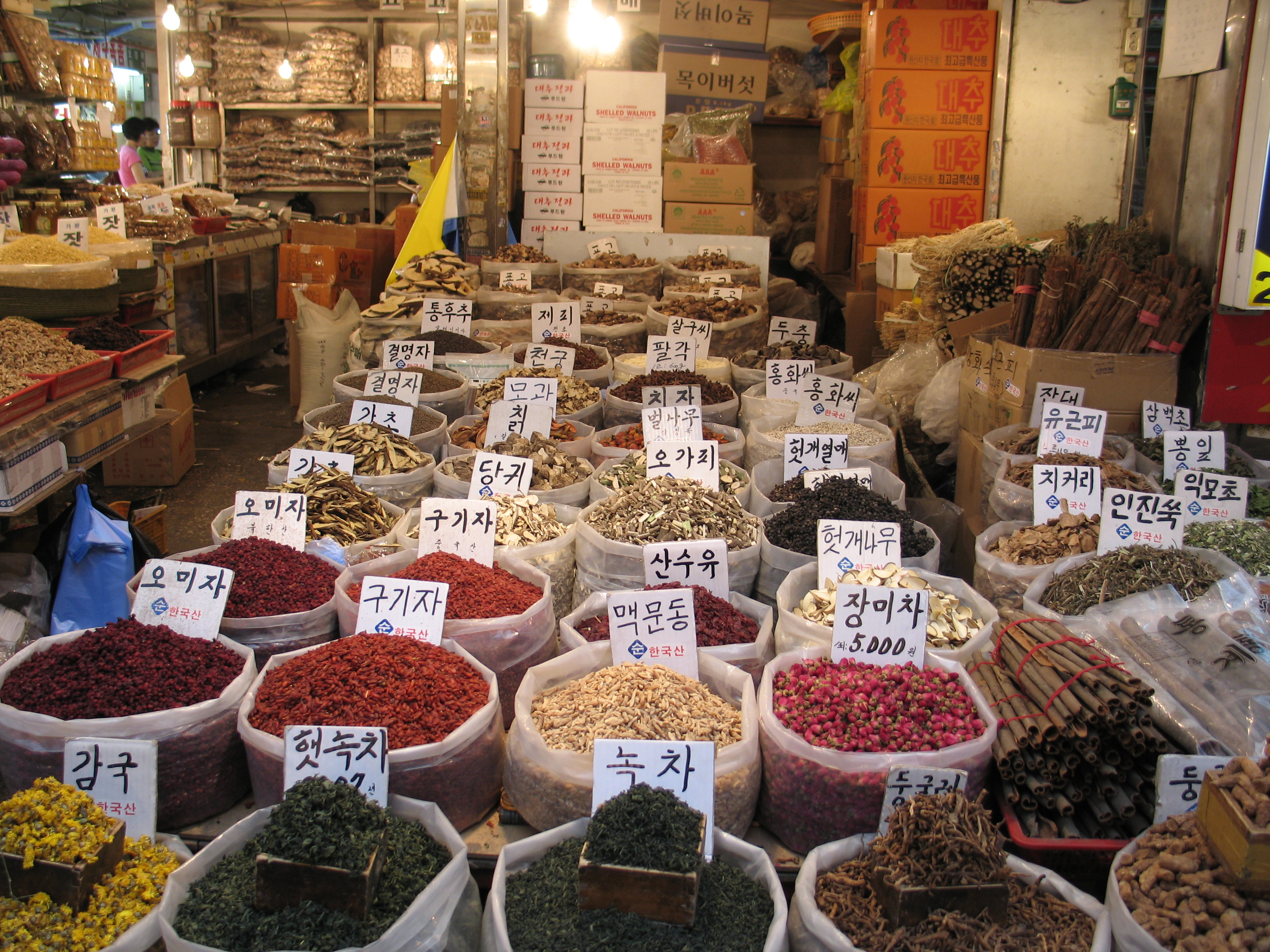
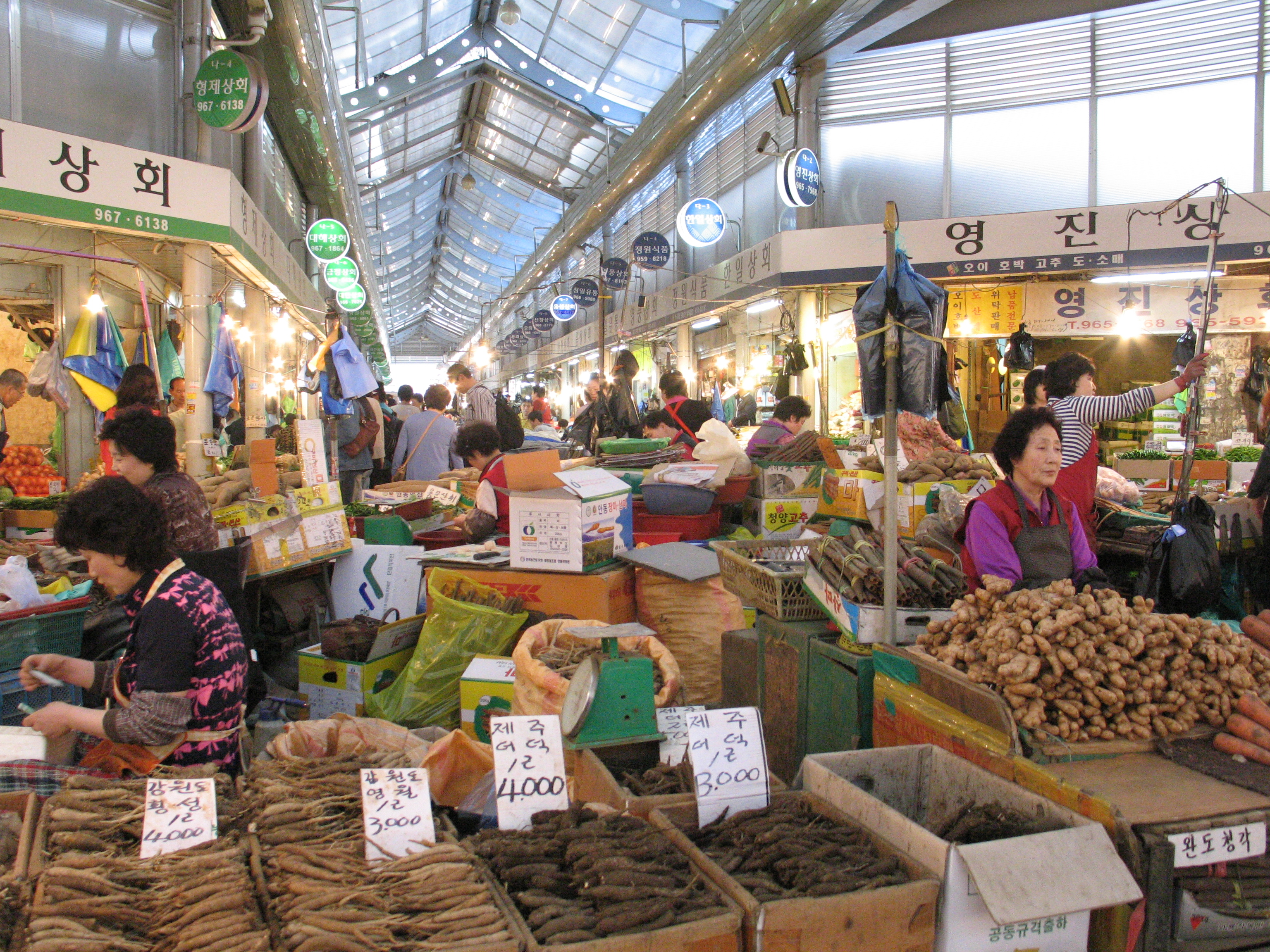
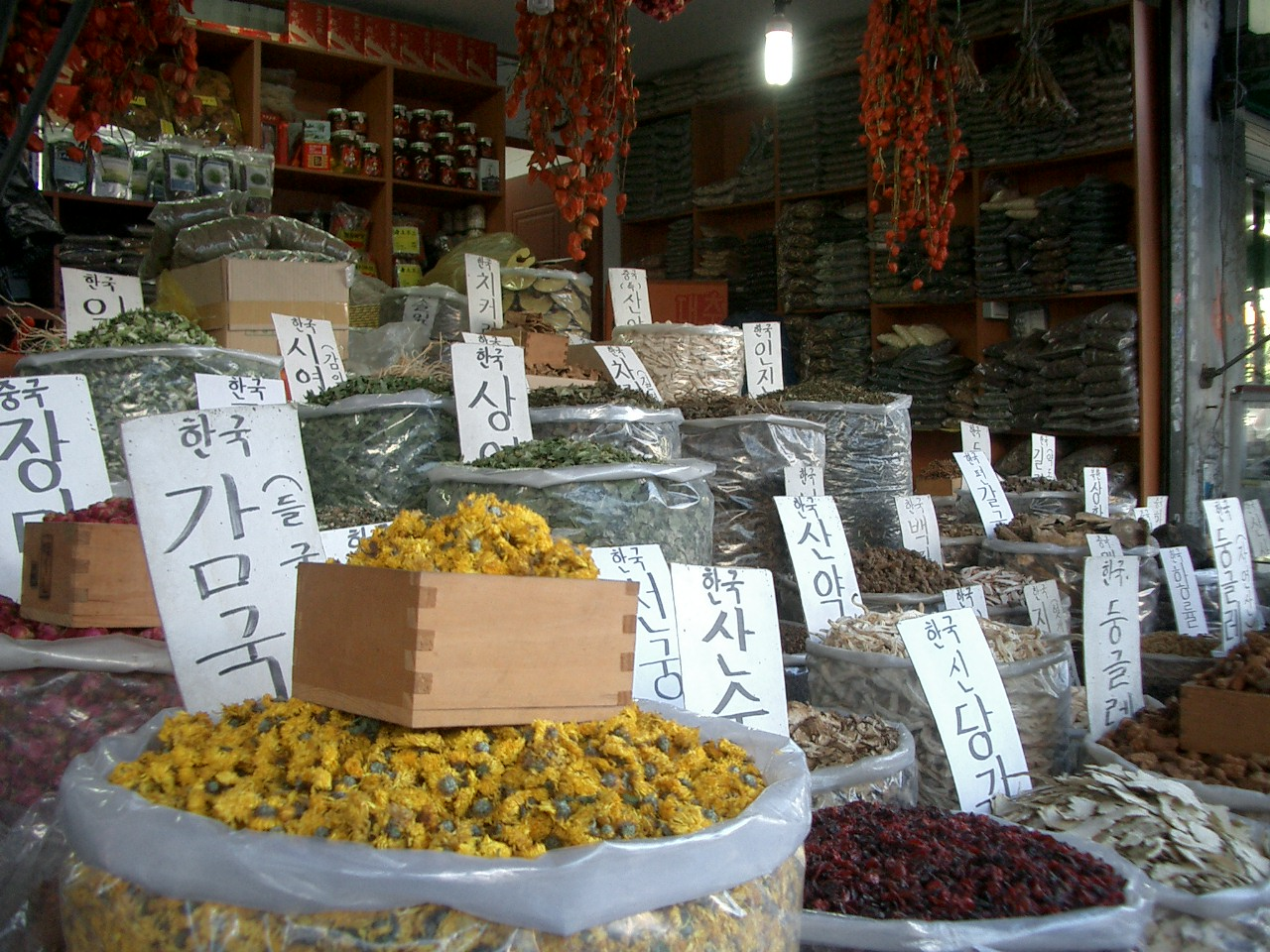
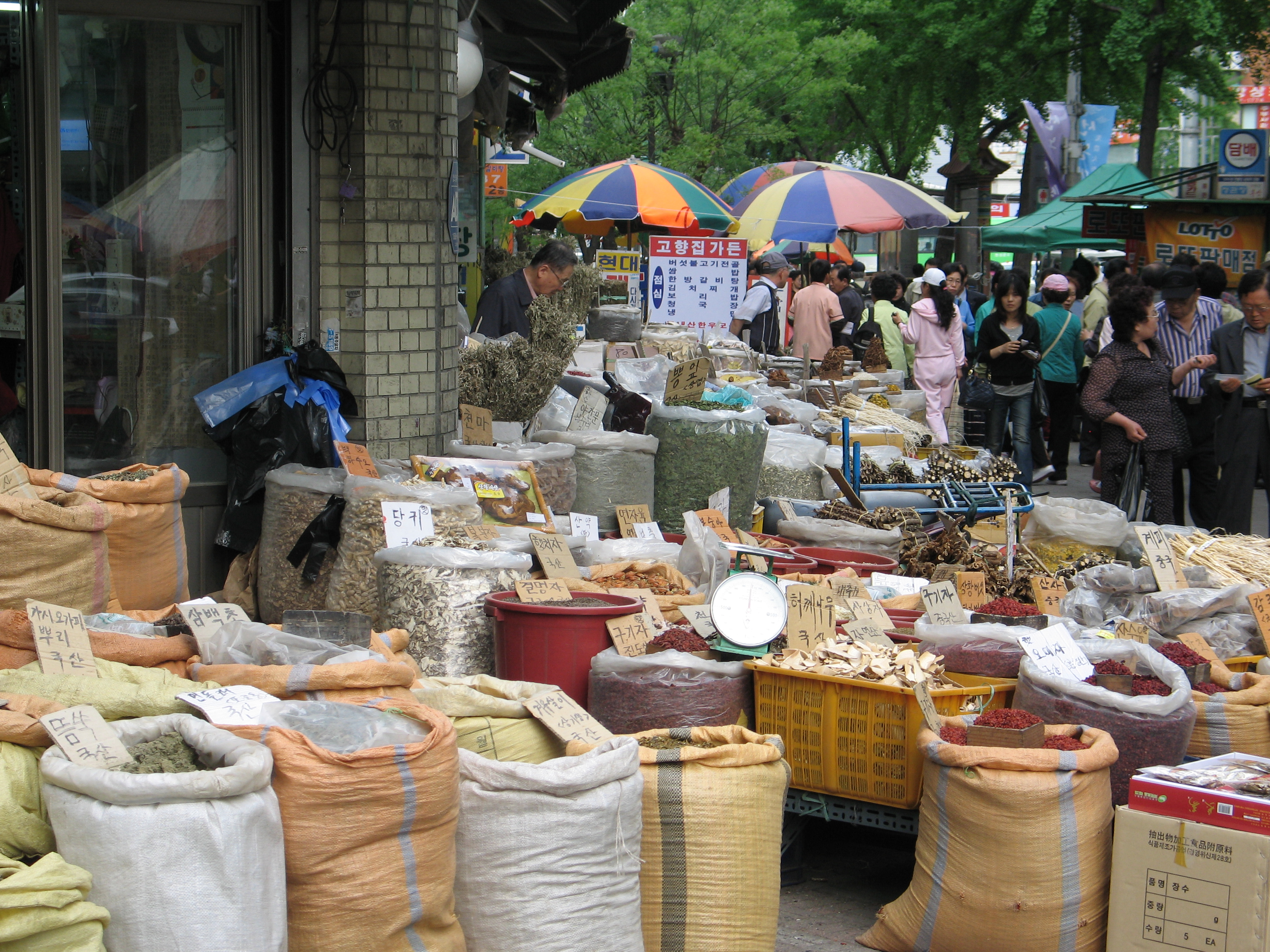

## 连接
-  京東市場官方网站 （页面存档备份，存于）